# Иллегализм
Иллегали́зм — течение в анархо-индивидуализме, получившее наибольшее распространение во Франции, Италии, Бельгии, и Швейцарии в 1900-е гг. и рассматривавшее криминальные действия как образ жизни анархиста. Иллегализм приобрел сторонников среди европейцев, вдохновленных громкими анархистскими актами террора 1890-х годов (Равашоль, Эмиль Анри, Огюст Вальян, Санте Казерио и Жюль Жозеф Бонно), которые рассматривались как пропаганда действием.
Теоретическая база иллегализма была построена на теории эгоизма Макса Штирнера, но своё основное развитие как теория иллегализм получил благодаря таким анархистам, как Клемент Дюваль и Мариус Жакоб, совмещавших кражи с теорией «индивидуального возмещения». Согласно ей, действия иллегалистов не требовали моральных или иных оснований, преступления совершались не ради высшего идеала, но исключительно для удовлетворения собственных потребностей. Самой известной иллегалистской группой была банда Бонно.
Иллегализм подвергался резкой критике даже в собственно анархистской среде, особенно со стороны анархо-синдикалистов, считавших действия индивидуалистов разобщающими рабочее движение. Многие социалисты утверждали, что действия иллегалистов соответствуют капиталистической морали и являются извращенным развитием нигилизма.
Известный революционный публицист Виктор Серж (Виктор Кибальчич) после своего ареста, связанного с поддержкой им деятельности банды Бонно, из защитника иллегализма превратился в его критика. В своих «Воспоминаниях революционера» он описывает иллегализм как «коллективное самоубийство». Сам Мариус Жакоб писал в 1948 году: «Я не думаю, что иллегализм может создать свободную личность будущего… В принципе, иллегализм скорее учит восставших действию, это скорее метод, чем теория». Современные анархо-индивидуалисты зачастую критикуют иллегализм за неэтичность.